# Северн
Се́верн  (англ. Severn, валл. Hafren, лат. Sabrina) — самая длинная река в Великобритании. Длина течения реки составляет 354 километра.
Северн начинается у восточного склона массива Плинлиммон (англ. Plynlimon, Plinlimon или Plinlimmon) с высшей точкой Кембрийских гор (752 м, гора Плинлимон-Ваур) в Уэльсе. В верхнем течении, направляющемся на северо-восток, река образует несколько водопадов, а от Уэлшпула, в 244 км от устья, становится судоходной для барок. Направляясь далее к востоку, она течёт по долине шириной 1,5 км, пересекает плодородную равнину Шрусбери, а в юго-восточном (к концу — юго-западном) нижнем течении окружена лесистыми горами. Ниже Вустера Северн вступает в плодородную равнину Глостера, при устье разливается в широкий лиман и между мысами Брин-Даун и Лавернок впадает в Бристольский залив.
Во время приливов возникает бор — вода при устье поднимается иногда на 18 метров, плотины защищают здесь страну от наводнений. Благодаря сооружённому каналу морские суда водоизмещением 300 тонн достигают Глостера. Северн образует бассейн площадью 11 420 км²; каналами соединена с Темзой, Трентом, Хамбером и Мерси.
Величина максимального сизигийного прилива в эстуарии Северна равна 14,6 метра — самая большая в Великобритании и занимающая второе место в мире после залива Фанди (Канада). На приливном участке реки в устьевой области реки Северн образуется приливный бор высотой более 2 метров (максимальная — 2,8 м) в период весенних сизигийных приливов ниже по течению от города Глостер.

## Происхождение названия
Название реки — кельтское по происхождению, восстанавливается как *sabrinn-â, с неясным значением. По-разному адаптируясь в различных языках, это название дало лат. Sabrina, валл. Hafren и англ. Severn. Позже народная этимология связала название реки с нимфой Сабриной, по преданию, утонувшей в ней.

## Бассейн реки

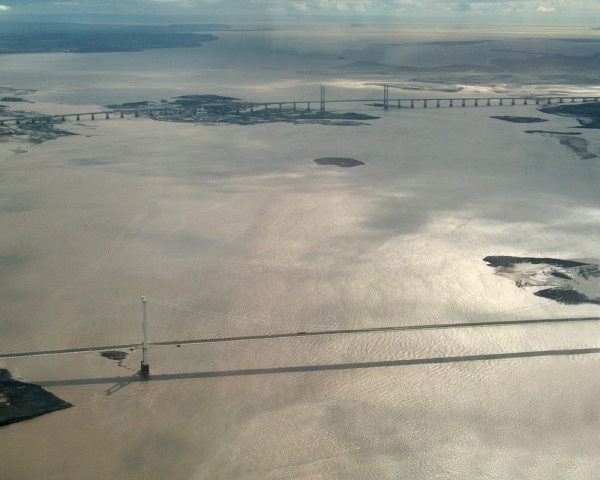
Река Северн с самолёта. «Старый» (ближний) и Второй (дальний) Севернские мосты

Исток Северна находится на высоте 610 метров в Кембрийских горах Уэльса, недалеко от городка Плинлимон-Ваур. Бассейн реки относится к области Мидлендс. Северн протекает через многие английские округа (Шрусбери, Вустер, Глостер) и впадает в Бристольский залив, образуя эстуарий, который условно отделён от русла так называемыми Английскими Камнями.
Площадь бассейна реки Северн у замыкающего створа Хоу-Бридж составляет 9895 км² и занимает 1/7 часть Великобритании. Бассейн реки имеет вытянутую с северо-запада на юго-восток форму. Ширина бассейна достигает 100 км. Поскольку большую его часть занимают низменные равнины, то структура речной сети — древовидная. Притоки распределены по бассейну равномерно. Основные правые притоки — Тим, Лидден; левые — Раден, Стор, Эйвон. Правые притоки имеют большую водность, так как их истоки находятся в Кембрийских горах. Коэффициент извилистости реки Северн составляет 1,3. Густота речной сети — около 0,7 км/км².
Климат в бассейне Северна умеренный, морской.Это обусловлено главным образом приморским положением поблизости от Гольфстрима и преобладанием ветров западных румбов. Средняя температура в июле составляет 16 °C. Зимы очень мягкие, со средними температурами января и февраля 5 °C. Однако в Кембрийских горах зимой выпадает снег. Среднее число дней с температурой ниже 0 °C в Нортумберленде составляет 70. Среднее годовое количество осадков — около 890 миллиметров. На большей части бассейна количество осадков не превышает 760 мм. На склонах гор и возвышенностей выпадает до 2000 мм. Прохладная летняя погода ограничивает испарение и способствует высокой влажности.

По особенностям рельефа бассейн реки Северн делится на две области: возвышенности с запада и низменные равнины среднего и нижнего течения. Поверхность равнин преимущественно имеет полого-холмистый облик с отдельными возвышенными и более пересечёнными местностями. К числу последних относятся гряды Котсуолд-Хилс в графстве Глостершир. Почвы на севере и западе бассейна кислые и относительно малоплодородные из-за интенсивного выщелачивания обильными осадками. На юге и востоке бассейна почвы нейтральной или щелочной реакции. Менее 5 % площади бассейна реки покрыто лесами, поэтому большая его часть представляет собой разреженный парковый ландшафт. Большинство деревьев относятся к категории лиственных пород, особенно часто встречаются: британский дуб, бук, берёза, ясень, ива, платан. Из кустарников — боярышник, жимолость, шиповник, вереск. 

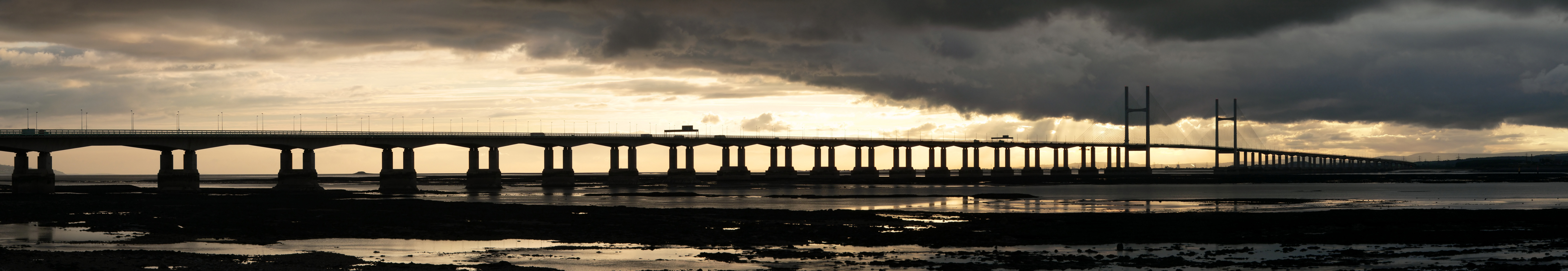
Второй Севернский мост

На территории бассейна располагается около 45 гидропостов. Средний расход воды реки Северн у замыкающего створа Хоу-Бридж составляет 105 м³/с (3,31 км³/год), максимальный — 252 м³/с; минимальный — 19,5 м³/с. Основные источники питания реки — атмосферные осадки в виде дождя и подземные. Тип водного режима — паводочный с небольшими максимумами в весенний и осенний периоды. Река Северн чрезвычайно редко покрывается льдом, так как средняя температура воды января в нижнем течении составляет около 3 °C, июня — около 18 °C. Температура воды в верховьях в зимний период близка к 0 °C. Опасными гидрологическими процессами в бассейне реки Северн являются наводнения. Уровень воды при наводнениях в нижнем и среднем течении может подниматься до 12 метров. В этом случае сотни тысяч людей могут остаться без питьевой воды и электричества. Критическое наводнение 1947 года унесло 65 жизней. Уровень воды тогда поднялся на 13,5 метра, что было связано с проливными дождями в предгорной и горной области бассейна реки.

## Мосты и переправы

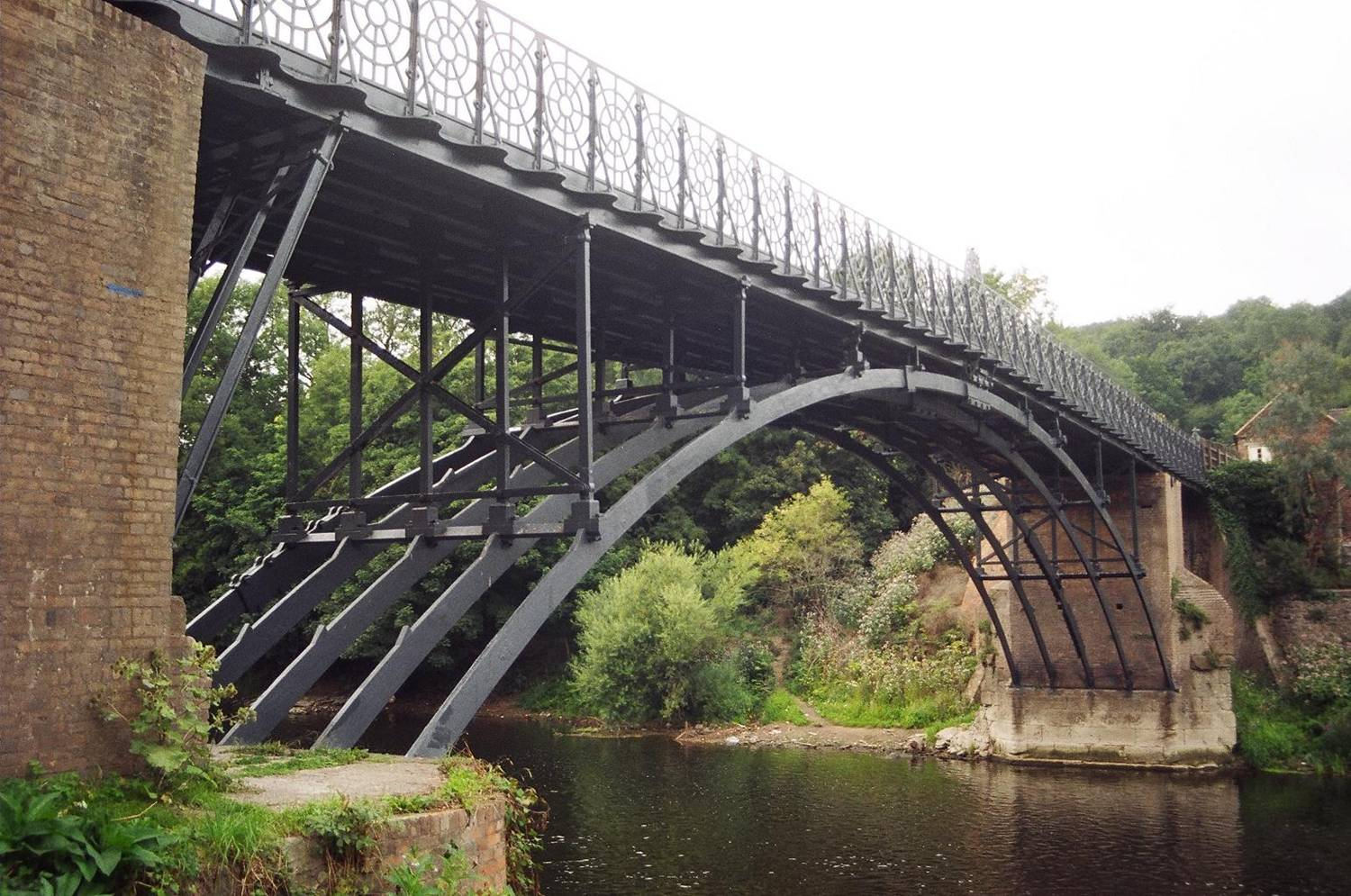
Чугунный мост в Колпорте — один из первых металлических мостов в мире (1810).

Северн — первая река, через которую (в 1779 году) был построен металлический мост. Вскоре рядом с первым появилось ещё несколько знаковых для Промышленной революции сооружений, включая чугунный мост в Колпорте 1810 года постройки. В настоящее время эта группа новаторских для своего времени объектов составляет памятник Всемирного наследия человечества — Айрон-Бридж.
В 1861 году был сооружен мост Виктории, расположенный между станциями Арли и Бьюдли (Вустершир).
При Шарпнесс-Докс, расположенном при устье канала, через Северн переброшен с 1879 года железнодорожный мост (длиной 1269 м с двумя проходами посередине, шириной 99,6 м каждый и высотой 21,3 м), а ниже по течению при Нью-Песседж под руслом реки прорыт железнодорожный туннель длиной 7200 м (построен в 1873—1887 годах).